# Kabinet-Kaczyński
De regering van Jarosław Kaczyński heeft van 14 juli 2006 tot 16 november 2007 in Polen geregeerd. De regering bestond tot 13 augustus 2007 uit de partijen Recht en Rechtvaardigheid (PiS), Zelfverdediging (Samoobrona) en Liga van Poolse Gezinnen (LPR), daarna regeerde de PiS korte tijd alleen.

## Samenstelling
| Ministerie                                                                            | Minister                    | Partij          | Partij        | Ambtsperiode      | Ambtsperiode      |
| Ministerie                                                                            | Minister                    | Partij          | Partij        | van               | tot               |
| ------------------------------------------------------------------------------------- | --------------------------- | --------------- | ------------- | ----------------- | ----------------- |
| Voorzitter van de Ministerraad                                                        | Jarosław Kaczyński          |                 | PiS           | 14 juli 2006      | 16 november 2007  |
| Vicepremier                                                                           | Ludwik Dorn                 |                 | PiS           | 14 juli 2006      | 27 april 2007     |
| Vicepremier                                                                           | Andrzej Lepper              |                 | Samoobrona    | 14 juli 2006      | 22 september 2006 |
| Vicepremier                                                                           | Andrzej Lepper              | 16 oktober 2006 | Samoobrona    | 9 juli 2007       |                   |
| Vicepremier                                                                           | Roman Giertych              |                 | LPR           | 14 juli 2006      | 13 augustus 2007  |
| Vicepremier                                                                           | Zyta Gilowska               |                 | partijloos    | 22 september 2006 | 16 november 2007  |
| Vicepremier                                                                           | Przemysław Gosiewski        |                 | PiS           | 8 mei 2007        | 16 november 2007  |
| Minister van Arbeid en Sociale Zaken                                                  | Anna Kalata                 |                 | Samoobrona    | 14 juli 2006      | 13 augustus 2007  |
| Minister van Arbeid en Sociale Zaken                                                  | Joanna Kluzik-Rostkowska    |                 | PiS           | 13 augustus 2007  | 16 november 2007  |
| Minister van Binnenlandse Zaken en Administratie                                      | Ludwik Dorn                 |                 | PiS           | 14 juli 2006      | 7 februari 2007   |
| Minister van Binnenlandse Zaken en Administratie                                      | Janusz Kaczmarek            |                 | partijloos    | 8 februari 2007   | 8 augustus 2007   |
| Minister van Binnenlandse Zaken en Administratie                                      | Władysław Stasiak           |                 | partijloos    | 8 augustus 2007   | 16 november 2007  |
| Minister van Buitenlandse Zaken                                                       | Anna Fotyga                 |                 | PiS           | 14 juli 2006      | 16 november 2007  |
| Minister van Cultuur en Nationaal Erfgoed                                             | Kazimierz Michał Ujazdowski |                 | PiS           | 14 juli 2006      | 16 november 2007  |
| Minister van Defensie                                                                 | Radosław Sikorski           |                 | partijloos    | 14 juli 2006      | 7 februari 2007   |
| Minister van Defensie                                                                 | Aleksander Szczygło         |                 | PiS           | 7 februari 2007   | 7 september 2007  |
| Minister van Defensie                                                                 | Jarosław Kaczyński (a.i.)   |                 | PiS           | 7 september 2007  | 10 september 2007 |
| Minister van Defensie                                                                 | Aleksander Szczygło         |                 | PiS           | 10 september 2007 | 16 november 2007  |
| Minister van Economie                                                                 | Piotr Woźniak               |                 | partijloos    | 14 juli 2006      | 16 november 2007  |
| Minister van Financiën                                                                | Stanisław Kluza             |                 | partijloos    | 14 juli 2006      | 22 september 2006 |
| Minister van Financiën                                                                | Zyta Gilowska               |                 | partijloos    | 22 september 2006 | 16 november 2007  |
| Minister van Gezondheid                                                               | Zbigniew Religa             |                 | PC, later SKL | 14 juli 2006      | 16 november 2007  |
| Minister van Justitie                                                                 | Zbigniew Ziobro             |                 | PiS           | 14 juli 2006      | 16 november 2007  |
| Minister van Landbouw en Plattelandsontwikkeling                                      | Andrzej Lepper              |                 | Samoobrona    | 14 juli 2006      | 22 september 2006 |
| Minister van Landbouw en Plattelandsontwikkeling                                      | Andrzej Lepper              | 16 oktober 2006 | Samoobrona    | 9 juli 2007       |                   |
| Minister van Landbouw en Plattelandsontwikkeling                                      | Jarosław Kaczyński (a.i.)   |                 | PiS           | 9 juli 2007       | 31 juli 2007      |
| Minister van Landbouw en Plattelandsontwikkeling                                      | Wojciech Mojzesowicz        |                 | PiS           | 31 juli 2007      | 16 november 2007  |
| Minister van Milieu                                                                   | Jan Szyszko                 |                 | PiS           | 14 juli 2006      | 16 november 2007  |
| Minister van Onderwijs                                                                | Roman Giertych              |                 | LPR           | 14 juli 2006      | 13 augustus 2007  |
| Minister van Onderwijs                                                                | Ryszard Legutko             |                 | partijloos    | 13 augustus 2007  | 16 november 2007  |
| Minister van Regionale Ontwikkeling                                                   | Grażyna Gęsicka             |                 | partijloos    | 14 juli 2006      | 16 november 2007  |
| Minister van Sport                                                                    | Tomasz Lipiec               |                 | partijloos    | 14 juli 2006      | 9 juli 2007       |
| Minister van Sport                                                                    | Jarosław Kaczyński (a.i.)   |                 | PiS           | 9 juli 2007       | 23 juli 2007      |
| Minister van de Schatkist                                                             | Wojciech Jasiński           |                 | PiS           | 14 juli 2006      | 16 november 2007  |
| Minister van Sport en Toerisme                                                        | Elżbieta Jakubiak           |                 | partijloos    | 23 juli 2007      | 16 november 2007  |
| Minister van Verkeer                                                                  | Jerzy Polaczek              |                 | PiS           | 14 juli 2006      | 16 november 2007  |
| Minister van Wetenschap en Hoger Onderwijs                                            | Michał Seweryński           |                 | partijloos    | 14 juli 2006      | 16 november 2007  |
| Minister van Woningbouw                                                               | Antoni Jaszczak             |                 | Samoobrona    | 14 juli 2006      | 3 november 2006   |
| Minister van Woningbouw                                                               | Andrzej Aumiller            |                 | Samoobrona    | 3 november 2006   | 13 augustus 2007  |
| Minister van Woningbouw                                                               | Mirosław Barszcz            |                 | partijloos    | 13 augustus 2007  | 16 november 2007  |
| Minister van Zeevaart                                                                 | Rafał Wiechecki             |                 | LPR           | 14 juli 2006      | 13 augustus 2007  |
| Minister van Zeevaart                                                                 | Marek Gróbarczyk            |                 | partijloos    | 13 augustus 2007  | 16 november 2007  |
| Minister zonder portefeuille, coördinator speciale diensten                           | Zbigniew Wassermann         |                 | PiS           | 14 juli 2006      | 16 november 2007  |
| Minister zonder portefeuille, kabinetschef van de regering                            | Mariusz Błaszczak           |                 | PiS           | 27 maart 2007     | 16 november 2007  |
| Minister zonder portefeuille, voorzitter van het Permanent Comité van de Ministerraad | Przemysław Gosiewski        |                 | PiS           | 14 juli 2006      | 8 mei 2007        |

Mazowiecki (1989-1991) ·
Bielecki (1991) ·
Olszewski (1991-1992) ·
Pawlak I (1992) ·
Suchocka (1992-1993) ·
Pawlak II (1993-1995) ·
Oleksy (1995-1996) ·
Cimoszewicz (1996-1997) ·
Buzek (1997-2001) ·
Miller (2001-2004) ·
Belka I (2004) ·
Belka II (2004-2005) ·
Marcinkiewicz (2005-2006) ·
Kaczyński (2006-2007) ·
Tusk I (2007-2011) ·
Tusk II (2011-2014) ·
Kopacz (2014-2015) ·
Szydło (2015-2017) ·
Morawiecki (2017-2019) ·
Morawiecki (2019-2023) ·
Morawiecki (2023) ·
Tusk III (2023-) ·